# داگلاس میلسوم
داگلاس میلسوم (به انگلیسی: Douglas Milsome) متولد سال ۱۹۳۹ میلادی فیلم‌بردار، انگلیسی تبار و یکی از اعضای انجمن فیلم‌برداران بریتانیا و انجمن فیلم‌برداران آمریکا می‌باشد. در ابتدای فعالیت اپراتور دوربین برای جان آلکات در فیلم‌هایی مانند پرتقال کوکی، بری لیندون، و درخشش بود. او همچنین با ژان کلود ون دام در فیلم‌هایی مانند لژیونر، یگان سرسخت و عشق کامل همکاری داشته‌است
پسرش، مارک میلسوم (متولد ۱۹۶۳)، همچنین او هم یک اپراتور دوربین بود و درحین فیلمبرداری در سال ۲۰۱۷ در یک حادثه کشته شد.

## گزیده آثار فیلمبرداری‌

### فیلمبردار
- غلاف تمام‌فلزی
- کبوتر تنها
- رابین هود: شاهزاده دزدان
- انتظارات بزرگ
- بدن شواهد
- کوره غروب خورشید
- لژیونر
- کوه‌نشین: پایان بازی
- سیاه چال و اژدها
- دراکولا ۲: معراج
- دراکولا سوم: میراث
- یگان سرسخت

### اپراتور دوربین
- توپ‌های ناوارون
- نفرین مقبره مومیایی
- پرتقال کوکی
- بری لیندون
- هفت شب در ژاپن
- درخشش
- رگتایم
- ینتل
- نمایی به یک قتل
- کوه‌نشین
- آخرین موهیکان